# 또다른 여인
《또다른 여인》(영어: Another Woman)은 미국에서 제작된 우디 앨런 감독의 1988년 드라마 영화이다. 제나 롤런즈 등이 출연하였고, 로버트 그린헛 등이 제작에 참여하였다.

## 줄거리
매리언 포스트는 50대 이상의 뉴욕 철학 교수이자 새로운 책을 쓰기 위해 휴직 중이다. 건물 공사로 인해 그녀는 평화롭고 조용한 환경을 위해 시내의 가구가 비치된 아파트를 빌려 사용한다.
그녀의 작업은 건물 내 옆 사무실에서 치료사가 상담하는 목소리에 의해 방해받는다. 그녀는 곧 자신의 삶이 거짓되고 공허하다는 느낌에 시달리는 다른 여인인 희망의 절망적인 상담을 우연히 듣게 된다. 그녀의 말은 매리언에게 공감을 불러일으키고, 매리언 역시 같은 방식으로 자신을 의심하기 시작한다.
매리언은 아버지처럼 자신에게 가장 가까운 사람들에게 불공평하고 불친절하며 비판적이었다는 것을 깨닫는다. 그녀의 실패한 오빠 폴과 그들을 부끄럽게 생각하는 그의 아내 린, 자신에게 가려진다고 느끼는 고등학교 시절 절친 클레어, 결국 자살한 첫 남편 샘, 그리고 그녀를 존경하지만 그녀의 고압적인 태도에 불만을 품는 의붓딸 로라 등이 그러하다.
그녀는 또한 두 번째 남편 켄과의 결혼 생활이 만족스럽지 못하며, 그의 가장 친한 친구 래리와의 사랑의 기회를 놓쳤다는 것을 깨닫는다. 그녀는 "희망"이라는 제목의 클림트 그림을 보면서 마침내 치료 중인 여인을 만나게 된다. 그녀는 그 여인에 대해 더 알고 싶어 하지만, 결국 자신에 대해 더 많이 이야기하게 되고, 수년 전 낙태를 저지른 것이 실수였고, 자신의 나이에는 더 이상 가질 수 없는 많은 것들이 있다는 것을 깨닫는다.
매리언은 켄이 불륜을 저지르는 것을 발견하고 그를 떠난다. 그녀는 자신의 삶을 더 나은 방향으로 바꾸기로 결심하고, 폴과 로라와의 관계를 회복하기 위한 조치를 취한다. 영화의 끝에서 그녀는 수년 만에 처음으로 희망을 느낀다고 회상한다.

## 출연진
- 제나 롤런즈
- 미아 패로
- 이언 홈
- 블라이드 대너
- 베티 버클리
- 존 하우스먼
- 샌디 데니스
- 프랜시스 콘로이
- 필립 보스코
- 마사 플림프턴
- 해리스 율린
- 데이비드 오그던 스타이어스

## 기타 제작진
- 협력 제작: 토머스 라일리, 헬렌 로빈
- 배역: 줄리엣 테일러
- 미술: 산토 로콰스토
- 의상: 제프리 컬런드